# Joël Millard
Pour les articles homonymes, voir Millard.
Joël Millard (né le 23 janvier 1946 à Mâcon) est un coureur cycliste français, professionnel de 1971 à 1975.

## Biographie
Il dirige le comité d'organisation du Tour de Saône-et-Loire, qui est inscrit au calendrier national français,. 

## Palmarès
- 1968
  - Ronde du Carnaval
  - 3e du Circuit Gruet du Jura
- 1969
  - 3e de la Route de France
- 1970
  - 1re étape de Paris-Saint-Pourçain
  - Flèche d'or (avec Yves Hézard)
- 1971
  - 9eb étape du Tour du Portugal
- 1972
  - 3e du Grand Prix de Montauroux
- 1973
  - 10e du Grand Prix du Midi libre
- 1974
  - 10e du Grand Prix du Midi libre
- 1976
  - Ronde du Carnaval
  - Annemasse-Bellegarde-Annemasse
  - Tour du Gévaudan
  - 2e du Grand Prix d'Issoire
  - 3e du Circuit des Boulevards
- 1977
  - Circuit de Saône-et-Loire :
    - Classement général
    - 3e étape

  - Bourg-Nice
  - Tour d'Île-de-France
  - Tour de l'Hérault
  - 2e du Grand Prix de Cours-la-Ville
  - 3e du Circuit du Cantal
- 1978
  - 2e du Grand Prix de Cours-la-Ville
  - 3e du Critérium de La Machine

## Résultats sur le Tour de France
4 participations
- 1972 : 32e
- 1973 : hors-course (8e étape)
- 1974 : 31e
- 1975 : 38e